# Sabal gretherae
Sabal gretherae là loài thực vật có hoa thuộc họ Arecaceae. Loài này được H.J.Quero miêu tả khoa học đầu tiên năm 1991.